# Détroit de Matotchkine
Le détroit de Matotchkine (en russe : Ма́точкин Шар) est un détroit resserré séparant les îles Severny au nord et Ioujny au sud, les deux principales îles de l'archipel russe arctique de Nouvelle-Zemble. Situé en mer de Kara, il communique à l'ouest avec la mer de Barents.

## Géographie
Géologiquement, il s'agit d'un fjord, ses rivages sont bordés par de hautes falaises. Sa longueur est d'environ 100 km, sa largeur minimum d'environ 600 m, le tout recouvert de glace presque toute l'année. Il y a quelques petits établissements de pêche sur ses berges (Matotchkine Char, Stolbovoï).

## Histoire
Le navigateur français Charles Bénard explora le détroit et y fit des relevés à l'été 1908. L'opérateur-radio et explorateur russe Ernest Krenkel y fut en poste dans les années 1920.
C'est le site de 39 essais nucléaires qui eurent lieu de 1963 à 1990 dans un complexe de tunnels et de puits. L'explosion en altitude de la Tsar Bomba, la plus forte bombe nucléaire jamais explosée, eut lieu aux environs du détroit en 1961.
Les autorités russes commencent à réutiliser le site depuis 2000, augmentant la largeur des vieux tunnels et commençant des travaux de construction. Depuis lors, des expériences hydronucléaires subcritiques ont lieu chaque été. L'Agence fédérale de l'énergie atomique annonce y avoir fait une série d'expériences hydronucléaires subcritiques utilisant jusqu'à 100 g de plutonium à chaque essai.

## Source
- (en) Cet article est partiellement ou en totalité issu de l’article de Wikipédia en anglais intitulé « Matochkin Strait » (voir la liste des auteurs).